# Mccarthyzmus

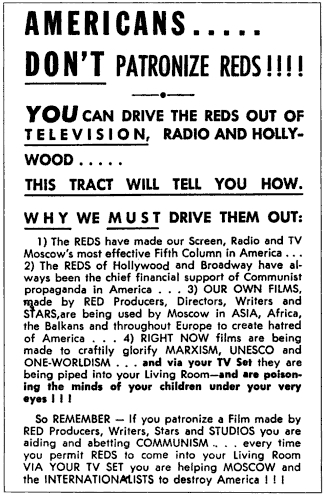
Kommunista-ellenes felhívás az 1950-es évekből

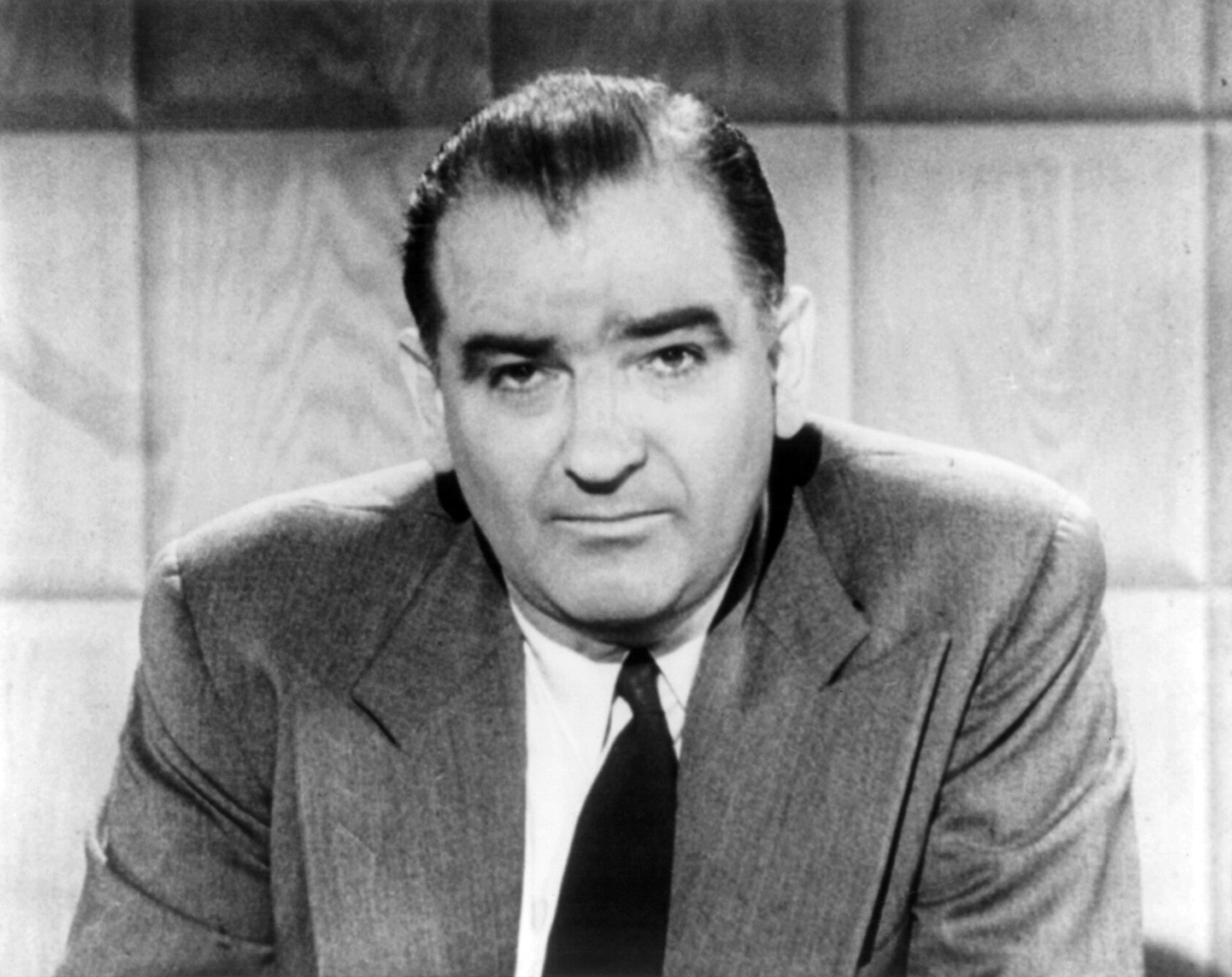
Joseph McCarthy

A mccarthyzmus Joseph Raymond McCarthy szenátor nevéhez fűződik, aki az 1950-es évek elején az Amerikai Egyesült Államokban „boszorkányüldözést” indított a kommunista és a kommunistának vélt személyek ellen. Az Egyesült Államok ellenségévé nyilvánítottak bárkit, akinél a legkisebb gyanú is felmerült, ellenük pedig kemény szankciókkal lépett föl a rendszer.
A maccarthyzmusnak sok előzménye volt az országban. A bolsevik forradalmat követően rögvest megszállta az USA-t a félelem, hogy náluk is bekövetkezhet a kommunista hatalomátvétel, a vállalkozók a magántulajdonukat féltették a lehetséges államosításoktól. Az 1920-as évek során gyakran ért támadás európai származású amerikai állampolgárokat, hogy anarchisták, felforgatók és bolsevikok lennének. Ekkor még nem kifejezetten csak kelet-európaiakat ért ilyen vád, hanem német, francia és olasz származású személyeket is, mivel az első világháborút követően ezekben az országokban is erős volt a kommunisták tevékenysége és történtek kísérletek egy oroszországihoz hasonló forradalom véghezvitelére. Ennek a korai hisztériának a példája Nicola Sacco és Bartolomeo Vanzetti ügye.
McCarthy közalkalmazottakról, neves értelmiségiekről, művészekről állította, hogy kommunisták. Szinte minden esetben bizonyítékok nélkül idéztette az érintetteket az Amerika-ellenes Tevékenységet Vizsgáló Bizottság elé, és ha valaki alkotmányos jogaira hivatkozva nem volt hajlandó megjelenni és esküt tenni a bizottság előtt, hogy nem tagja a kommunista pártnak, rendszerint elvesztette állását, és állandó zaklatásnak volt kitéve. Charles Korvin magyar származású amerikai színészt is ok nélkül feketelistára tették 1951-ben, pusztán származásából kifolyólag, minthogy ekkor már fennállt a Magyar Népköztársaság, amely a keleti blokk részévé vált. Olyan előítéletek uralkodtak az országban, hogy az állampolgárok közül, aki éppen egy szocialista országból származott, vagy oda kötötték ősei gyökerei, automatikusan kommunistának minősült, tehát a származása már elegendő ok volt, hogy annak lássák. Ez rendkívül hátrányosan érintett orosz, cseh, magyar, ukrán, lengyel, balti, bolgár és román származású amerikai állampolgárokat.
A mccarthyzmus árnya a mai napig kísérti az amerikai társadalmat. A politikus paranoid és alaptalan elképzeléseit felhasználva némely állampolgár személyes bosszúvágyának kielégítésére használta fel, hogy sérelmeiért elégtételt vegyen a riválisán, akit könnyen bevádolhatott, ha az említett nemzetek valamelyikéből származott az illető. Sokakat a mccarthyzmusra hivatkozva bocsátottak el munkahelyükről, vagy kezelték őket megalázóan, pusztán mert kelet-európai illetőségű volt, avagy elterjedt róla a hír, hogy kommunista. A halálra ítélt Rosenberg házaspárról is úgy tartják sokan, hogy koholt vádak alapján kellett őket elítélni. Mivel a szovjetek maguk is kifejlesztették az atombombát, illetve birtokába jutottak az amerikaiak néhány ismeretét illetően a fegyverről az Államokban eluralkodott a pánik és kérdések merültek fel, hogy a szovjetek hogy voltak képesek hozzáférni az ilyen szigorúan titkos adatokhoz. Az amerikai vezetés a Rosenberg házaspár elítélését lényegében bűnbakkeresésre használta fel.
A bűnüldözést is megszállta egyfajta dilettantizmus a mccarthyzmus hatására, ugyanis nagyobb bűncselekményeknél, pl. nagyobb összegű pénzek elrablásánál mind a hatóságok, mind a sajtó kommunista bűnözőket gyanított eleinte a háttérben, akik „felforgató tevékenységük” finanszírozására akarják a rablott pénz fordítani. Bizonyos esetekben a hatóságok kényszert alkalmaztak vallomások kicsikarására. Ilyenkor egyes emberek pusztán félelemből barátaikat, szomszédjukat, sőt rokonukat keverték gyanúba hamis tanúvallomással. Ezek fájdalmas és mély sebet hagytak rengeteg ember életében. A fordulat bekövetkeztekor pedig a legtöbb ilyen hamis tanú saját életét bélyegezte meg korábbi igaztalan vallomásával, jóllehet sokan nem is rosszindulatból tették mindezt.
Az 1950-es évek közepére a mccarthyzmus egyre nagyobb ellenállást váltott ki, ami a szenátor politikai pályafutásának is véget vetett. MacCarthy bukása ellenére a soviniszta kommunistázás nem múlt el az Államokban és még közel két évtizeddel később is történtek kisebb-nagyobb gyűlöletkampányok. Példa erre Jock Yablonski lengyel származású clarksville-i bányász szakszervezeti vezető esete, akit előbb soviniszta és rágalmazó hangvételű állításokkal próbáltak elhallgattatni, kommunistának bélyegezve, ám mivel Yablonski így sem hátrált meg, s nőtt a támogatottsága az elégedetlen bányászok tömegei között ellenfelei bérelt gyilkosokkal megölették Yablonskit (az elkövetőket és a felbújtókat azonban igen rövid időn belül kézre kerítették és súlyos büntetésben részesültek).